# Piton de Tangues
Le piton de Tangues est un sommet de montagne de l'île de La Réunion, un département d'outre-mer français dans l'océan Indien. Situé dans les hauts de la commune de La Plaine-des-Palmistes, il culmine à 2 243 m d'altitude.